# Gloria Reuben
Gloria Elizabeth Reuben (Toronto, 9 giugno 1964) è un'attrice canadese, nota per il ruolo della dottoressa Jeanie Boulet in E.R. - Medici in prima linea.

## Biografia
Figlia di una cantante gospel giamaicana, fin da piccola inizia a studiare pianoforte e balletto. Inizia la carriera come modella e i primi approcci con la recitazione li ha grazie ad apparizioni televisive.
Partecipa ad alcuni episodi della serie tv Flash, in seguito appare in film come Timecop - Indagine dal futuro con Jean-Claude Van Damme e Minuti contati con Johnny Depp.
Dopo essere comparsa come guest star nella serie Homicide: Life on the Street, nel ruolo della Detective Theresa Walker, dal 1995 al 1999 ottiene un ruolo principale in una serie, ed interpreta la dottoressa sieropositiva Jeanie Boulet in E.R. - Medici in prima linea, dopo l'uscita dal cast prende parte ai film Shaft, Pilgrim - Il fuggitivo e The Sentinel, e alla serie tv Missing, che ha lasciato al termine della prima stagione.

## Filmografia

### Cinema
- Orchidea selvaggia 2 (Wild Orchid II: Two Shades of Blue), regia di Zalman King (1991)
- Timecop - Indagine dal futuro (Timecop), regia di Peter Hyams (1994)
- Minuti contati (Nick of Time), regia di John Badham (1995)
- Pilgrim - Il fuggitivo (Pilgrim), regia di Harley Cokeliss (2000)
- Shaft, regia di John Singleton (2000)
- The Sentinel - Il traditore al tuo fianco (The Sentinel), regia di Clark Johnson (2006)
- Lincoln, regia di Steven Spielberg (2012)
- Admission - Matricole dentro o fuori (Admission), regia di Paul Weitz (2013)
- Un ragionevole dubbio (Reasonable Doubt), regia di Peter Howitt (2014)
- La risposta è nelle stelle (The Longest Ride), regia di George Tillman Jr. (2015)
- Jesus Rolls - Quintana è tornato!  (The Jesus Rolls), regia di John Turturro (2019)
- Firestarter, regia di Keith Thomas (2022)

### Televisione
- Flash (The Flash) – serie TV, 5 episodi (1990-1991)
- Homicide: Life on the Street – serie TV, 3 episodi (1995)
- L'altra dimensione (Sole Survivor), regia di Mikael Salomon – film TV (2000)
- Missing (1-800-Missing) – serie TV, 18 episodi (2003-2004)
- E.R. - Medici in prima linea (ER) – serie TV, 103 episodi (1995-2008)
- Avvocati a New York (Raising the Bar) – serie TV, 25 episodi (2008-2009)
- Law & Order - Unità vittime speciali (Law & Order: Special Victims Unit) – serie TV, 4 episodi (2002-2011)
- Falling Skies – serie TV, 9 episodi (2013)
- Jesse Stone: delitti irrisolti – film TV (2015)
- The Blacklist - serie TV, episodio 2x10 (2015)
- Mr. Robot – serie TV, 8 episodi (2015-2016)
- The Librarians – serie TV, episodio 4x04 (2017)
- Blindspot - serie TV (2018)
- Cloak & Dagger – serie TV (2018)
- City on a Hill - serie TV (2019-in corso)
- Blue Bloods - serie TV, 2 episodi (2021)
- The First Lady - serie TV, 3 episodi (2022)
- NCIS: Hawai'i – serie TV, episodio 2x19 (2023)
- Sorelle sbagliate (The Better Sister), regia di Craig Gillespie – miniserie TV (2025)
- Boston Blue - serie TV, (2025-in produzione)

## Doppiatrici italiane
Nelle versioni in italiano delle opere in cui ha recitato, Gloria Reuben è stata doppiata da:
- Alessandra Cassioli in E.R. - Medici in prima linea, Law & Order - Unità vittime speciali, Avvocati a New York, Un ragionevole dubbio, Blindspot, Sorelle sbagliate
- Laura Romano in La risposta è nelle stelle, Falling Skies
- Barbara Castracane in Mr. Robot, City on a Hill
- Giuppy Izzo in Flash, Lincoln
- Silvia Tognoloni in E.R. - Medici in prima linea (ep. 14x21)
- Loredana Nicosia in Missing
- Cristina Boraschi in Timecop - Indagine dal futuro
- Anna Radici in Anesthesia
- Laura Boccanera in Cloak & Dagger
- Emanuela D'Amico in Jesus Rolls - Quintana è tornato!
- Barbara Castracane in Blue Bloods
- Francesca Fiorentini in Firestarter
- Antonella Baldini in NCIS: Hawai'i